# لامار نيغيل
لامار نيغيل (بالإنجليزية: Lamar Neagle)‏ (7 مايو 1987 بفيدرال واي في الولايات المتحدة - ) هو لاعب كرة قدم أمريكي في مركز الوسط. لعب مع إمباكت مونتريال ودي.سي. يونايتد وسياتل ساوندرز ونادي ماريهامن وتشارلستون بيتري ودي موين مانس ‏.

## وصلات خارجية
- لامار نيغيل على موقع الدوري الأمريكي (الإنجليزية)
- لامار نيغيل على موقع قاعدة بيانات كرة القدم.إي يو (الإنجليزية)
- لامار نيغيل على موقع Soccerway.com (الإنجليزية)
- لامار نيغيل على موقع عالم كرة القدم.نت (الإنجليزية)
- لامار نيغيل على موقع AS.com (الإسبانية)